# Voúla Patoulídou
Paraskeví Patoulídou (en grec : Παρασκευή Πατουλίδου), souvent appelée Voúla Patoulídou (Βούλα Πατουλίδου), née le 29 mars 1965 à Tripotamo, est une athlète et une femme politique grecque.

## Biographie
Pratiquant plusieurs disciplines comme le 100 mètres, le 100 mètres haies et le saut en longueur, c'est sur les haies qu'elle disputa les Jeux olympiques de 1992 à Barcelone. Lors de la finale, la favorite américaine, Gail Devers, déjà vainqueur du 100 mètres le samedi précédent, tombe sur la dernière haie, laissant ainsi la Grecque remporter le titre.
Ce titre, qui est le premier titre olympique obtenu pour une sportive grecque, est considéré depuis comme la renaissance du sport grec, qui a considérablement augmenté son nombre de médailles d’or olympiques depuis cette date.
Après les jeux de Barcelone, elle privilégia le saut en longueur. C'est dans cette discipline qu'elle participa aux Jeux olympiques de 1996 à Atlanta. Elle participa également aux Jeux suivants dans cette discipline. Pour ses derniers Jeux, lors des Jeux olympiques de 2004 à Athènes, elle fit partie du relais 4 × 100 mètres.
Lors de ces mêmes jeux, elle fit partie des légendes du sport grec qui constituèrent les cinq derniers relais de la flamme olympique, avec Níkos Gális, Dimitrios Domazos, Akakios Kakiasvili et Ioannis Melissanidis. Elle avait déjà eu l'honneur de porter la flamme olympique lors des jeux d'Atlanta.
Elle fait désormais partie du monde politique grec.

## Palmarès

### Jeux olympiques d'été
- Jeux olympiques de 1992 à Barcelone,  Espagne
  -  Médaille d'or du 100 mètres haies
- Jeux olympiques de 1996 à Atlanta,  États-Unis
  - 10e du saut en longueur